# صموئيل جونسون (ممثل)
صموئيل جونسون (بالإنجليزية: Samuel Johnson)‏ هو ممثل أسترالي، ولد في 1978 في أستراليا.

## وصلات خارجية
- صموئيل جونسون على موقع IMDb (الإنجليزية)
- صموئيل جونسون على موقع أول موفي (الإنجليزية)
- صموئيل جونسون على موقع قاعدة بيانات الفيلم (الإنجليزية)